# Proechimys trinitatus
Proechimys trinitatus és una espècie de mamífer rosegador de la família de les rates espinoses. És endèmica de Trinitat i Tobago. Es tracta d'un animal nocturn i solitari que s'alimenta de llavors, fruita, fulles i insectes. El seu hàbitat natural són els boscos d'aiguamolls estacionals. Es desconeix si hi ha cap amenaça significativa per a la supervivència d'aquesta espècie.